# Vrškamýk
Die Ruine der Burg Vrškamýk, auch Kamýk bzw. Hunec (deutsch Huneck, auch Kamaik) befindet sich einen Kilometer westlich von Kamýk nad Vltavou in der Dobříšská pahorkatina (Dobrischer Hügelland) in Tschechien.

## Geographie

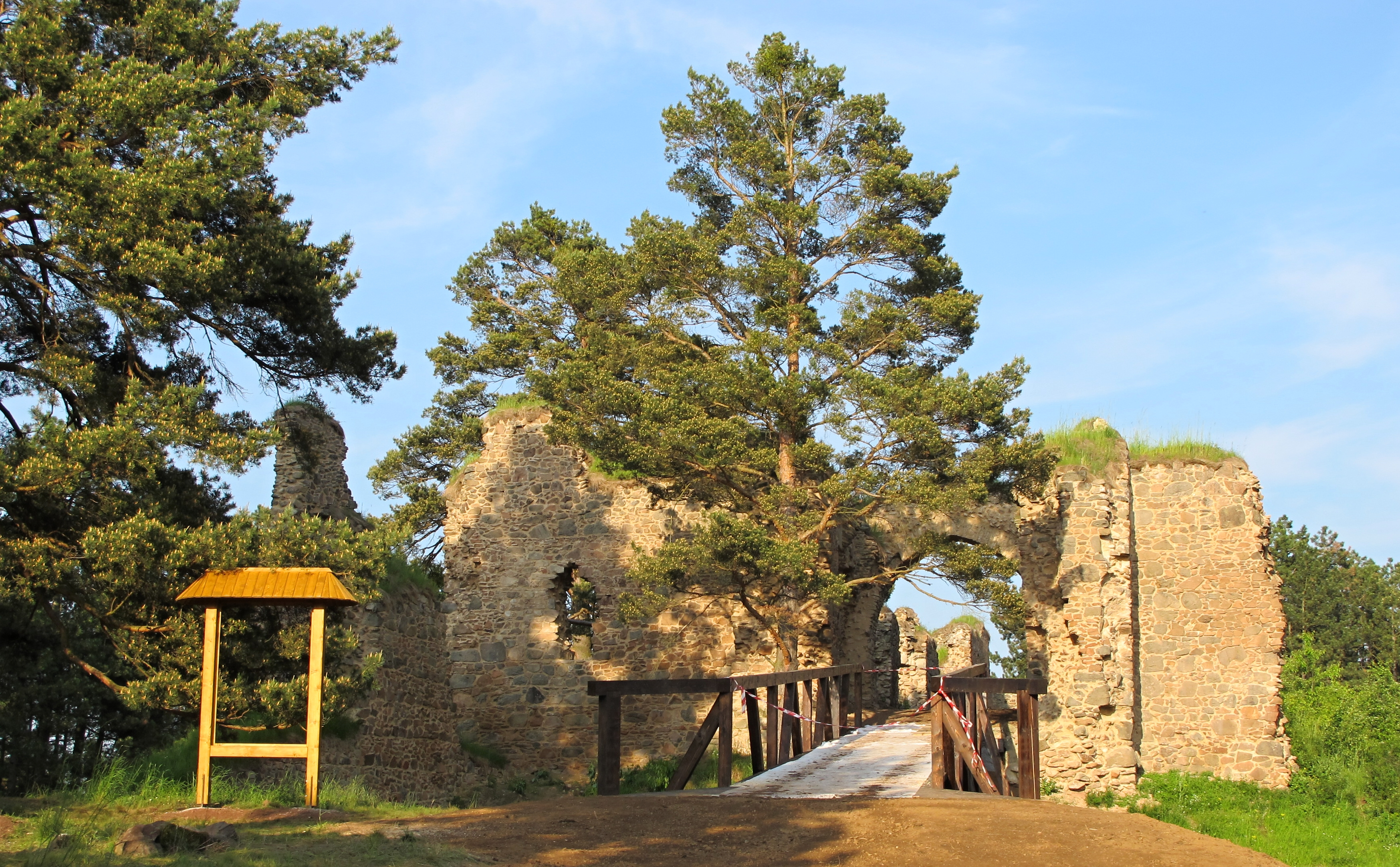
Eingang

Die Ruine der Höhenburg liegt auf einem strategisch günstig gelegenen schmalen Riedel, der nach Osten und Süden durch das tief eingeschnittene Moldautal geschützt war und im Norden zum seichten Tal des Baches Zduchovický potok abfällt.
Umliegende Orte sind Vápenice im Norden, Velká und Blatnice im Nordosten, Kamýk nad Vltavou im Osten, Švastalova Lhota und Žebrákov im Süden, Zduchovice im Westen sowie Kaliště, Chvojná, Horní Třtí und Dolní Třtí im Nordwesten. Nördlich des Burghügels verläuft die Straße II/118 zwischen Příbram und Kamýk nad Vltavou.

## Geschichte

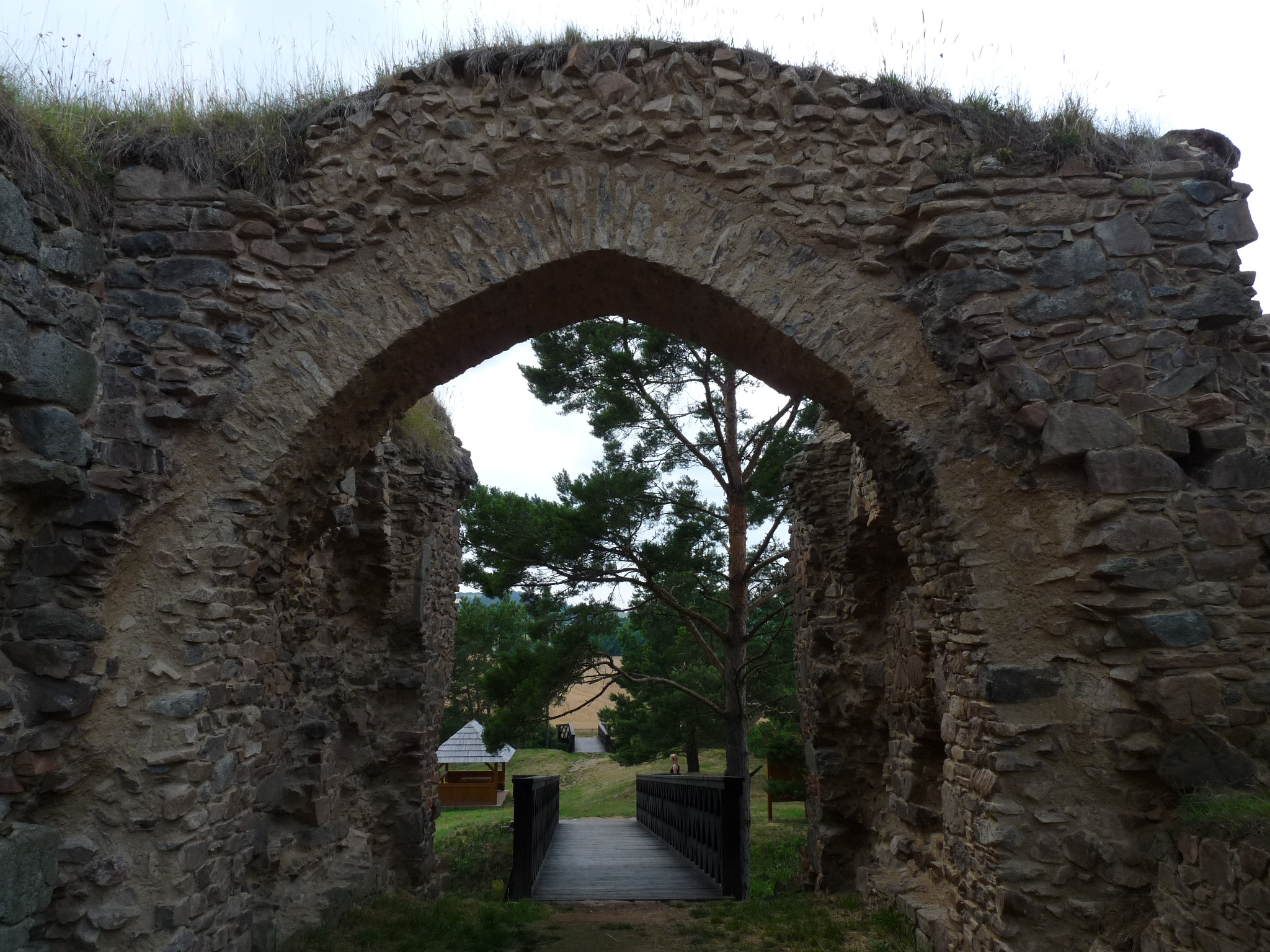
Tor

Auf dem Höhenzug zwischen den Tälern der Moldau und des Zduchovický potok befand sich wahrscheinlich seit dem Ende des 10. Jahrhunderts eine Wacht- und Jagdburg der Přemysliden. Am östlichen Fuße des Burghügels Kamyky entstand um den Fürstenhof an einer Furt am linken Moldauufer eine Ansiedlung. Der erste schriftliche Nachweis über die Burg erfolgte am 16. Juni 1186, als Herzog Friedrich auf Vrškamýk eine Widmungsurkunde für das Stift Zwettl ausfertigte.
König Wenzel I. ließ die Burg in der ersten Hälfte des 13. Jahrhunderts zur Königsburg ausbauen und erhob sie 1236 zum Verwaltungs- und Gerichtssitz für den linksmoldauischen Teil des Bozeňer Kreises, dessen Gebiet von Südböhmen bis zum Brdywald reichte. Zeitweilig bewohnte Wenzel I. die Burg selbst, ansonsten war sie Sitz königlicher Beamter und Jäger. Unter Ottokar II. Přemysl wurde die Burg vollendet, er fertigte auf der Burg drei Urkunden aus.
König Johann von Luxemburg verpfändete 1325 die Burg Kamýk einschließlich der Jagdadministration sowie einigen umliegenden Dörfern an Hermann von Miličín. Dieser verstarb wenig später und das Pfand ging an Peter von Rosenberg über. 1335 löste der König das Pfand wieder ein. In einer Urkunde vom 27. Dezember 1336 hielt Johann von Luxemburg die Pflichten der 15 Kamýker Lehnsmannen fest. Diese waren sämtlich Armbrustschützen und hatten jederzeit den Schutz der Burg sowie bei Anwesenheit des Königs bei der Jagd besondere Dienste zu leisten.
1341 erhielt Peter von Rosenberg Kamýk erneut als Pfandbesitz. Karl IV. holte das Gut 1350 der böhmischen Krone zurück. Nach der Errichtung der neuen Königsburg Karlštejn verlor die Burg Kamýk ab 1357 ihre Bedeutung. Die königlichen Lehen wurden auf Karlštejn übertragen und das königliche Jagdamt auf die Burg Vargač bei Dobříš verlegt. Bis zum Ende des 14. Jahrhunderts war die Burg Sitz eines königlichen Amtes, danach wurde das Gut an Karlsteiner Vasallen beliehen, die die niedere Gerichtsbarkeit ausübten und den verbliebenen königlichen Besitz in der Umgebung verwalteten.
Im 15. Jahrhundert verpfändete König Sigismund die Burg an die Familie Popel von Lobkowicz auf Hoch-Chlumetz, dies wurde auch unter seinen Nachfolgern beibehalten. König Vladislav Jagiello schloss das Kamýk mit der Herrschaft Frauenberg zusammen und verpfändete diese 1490 an Wilhelm von Pernstein, der sie 1514 seinem jüngsten Sohn Vojtěch überließ. Nach dessen Tod erbte 1534 sein Bruder Johann den Besitz, er überließ ihn seinem Cousin Andreas Ungnad von Sonegg. Die Ungnad von Sonegg wirtschafteten die Herrschaft Frauenberg in den Ruin. König Ferdinand I. erwarb die überschuldete Herrschaft 1561 zurück und verkaufte sie im Jahr darauf erblich an Joachim von Neuhaus. Dessen Sohn Adam veräußerte das Gut Kamýk 1569 an Jan Vojkovský von Milhostice, dabei wurde die Burg als wüst bezeichnet.
Neuere archäologische Untersuchungen kamen zu dem Schluss, dass die Burg bereits kurz nach 1306 wegen statischer Probleme der Außenmauer der hinteren Burg aufgegeben wurde. Möglicherweise war dies auch der Grund für die Verpfändung.

## Anlage

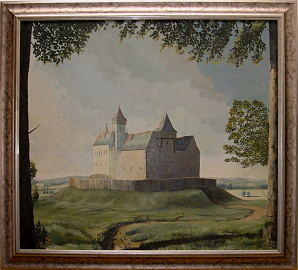
Rekonstruktionsgemälde von Lubomír Herc

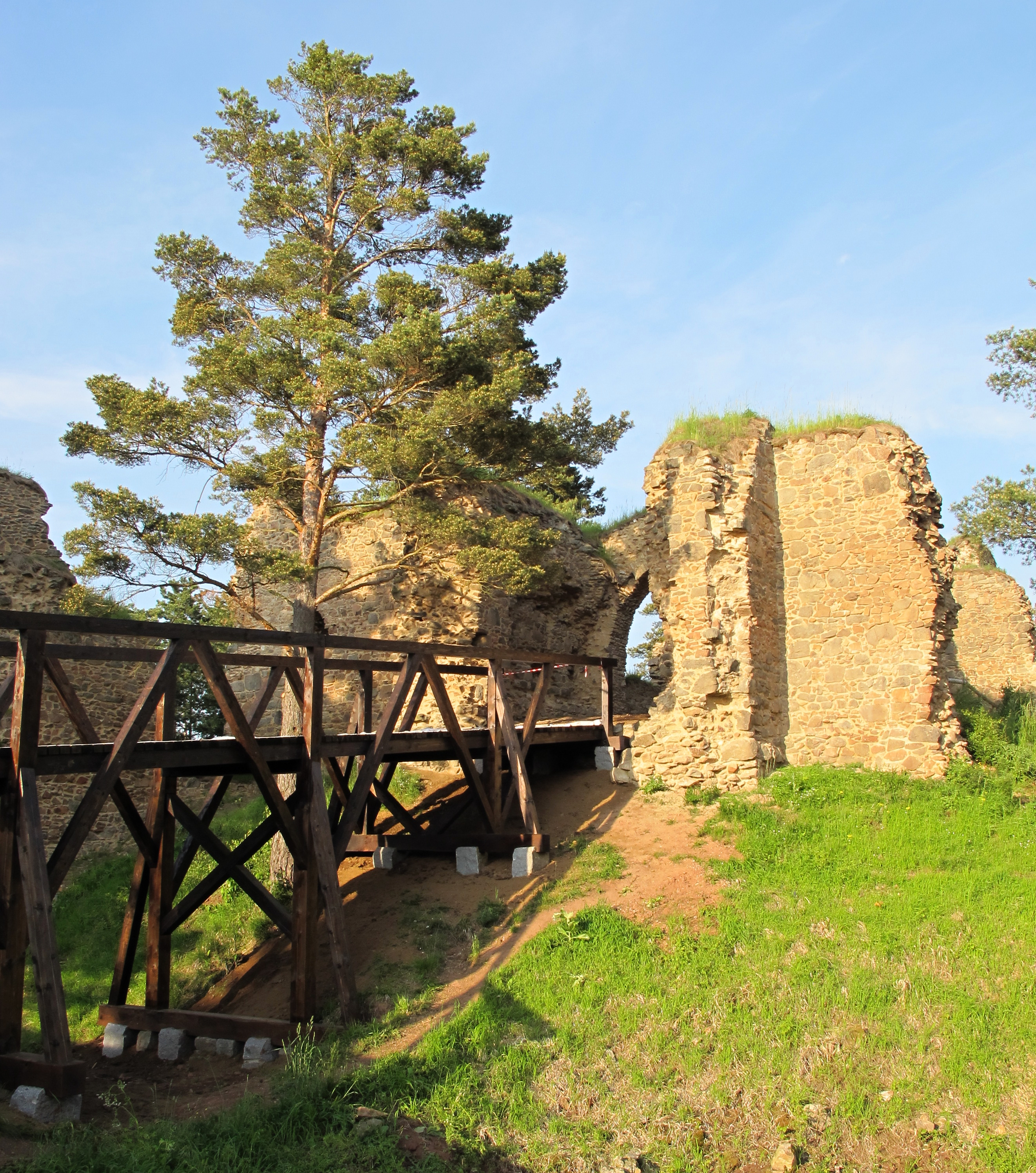
Burgruine

Die Burg bestand aus zwei Teilen. Der vordere Teil bestand wahrscheinlich nur aus einem langgestreckten Gebäude, das sich seitlich an einen quadratischen Torturm anschloss. Ihn trennte ein breiter Graben von der Hinterburg. In den langen schmalen dreiflügeligen Innenhof der Vorderburg, der an drei Seiten von mindestens eingeschossigen Wohngebäuden und an der vierten Seiten vom Torturm umgeben war, führte im Erdgeschoss des Turmes ein breiter Durchgang mit Sitznischen und Kreuzgewölbe. Mit Ausnahme eines mit Kreuzgewölben versehenen Raums im Erdgeschoss des kurzen Flügels, der möglicherweise die Burgkapelle war, besaßen alle anderen Räume Flachdecken. Im ersten Geschoss führten Pawlatschen um den Innenhof. Im besser erhaltenen Südflügel sind in diesem Geschoss noch die Abdrücke von zwei gezimmerten Kammern zu erkennen. Die Räume der Burg wurden mit Heißluft beheizt. Vom Palasflügel sind die Wände zum Innenhof und einige Zwischenwände erhalten. Außerdem sind der Kern des Torturmes, Reste des Tores zur Vorburg, ein Rundwall sowie Gräben erhalten.
Die lange Zeit wenig beachtete Burg wird inzwischen zu den wichtigsten Bauten der letzten Přemysliden gezählt. Sie wird heute als Repräsentanzbau einer Burganlage mit peripherer Bebauung mit extrem langen und schmalen Seiten angesehen, die unter ähnlichen Bedingungen wie die etwas später errichtete Burg Bezděz erbaut wurde.
Seit 1958 ist die Anlage als Kulturdenkmal geschützt. Im Jahre 2002 begannen archäologische Untersuchungen des Burgareals, während deren die Ruine nicht zugänglich war. Nach Abschluss der Untersuchungen im Jahre 2009 erfolgte die Sicherung und Rekonstruktion der Ruine. Östlich der Burganlage entstanden am Wanderweg nach Kamýk nad Vltavou ein Spielplatz und ein Aussichtsturm.

## Ritter Hunec
Mit der Ruine verbunden ist die Legende von Ritter Hunec. Hunec, der die Burg Vrškamýk verwaltete, war bald für Grausamkeiten gegenüber seinen Untertanen berüchtigt. Während einer Jagd bei Zduchovice wurde er im Wald Jezerná überfallen, ausgeraubt und erschlagen. An der Stelle auf dem Hügel Jezerná wurde später eine Kapelle errichtet, von der nur noch Mauerreste erhalten sind. Sein Geist soll nachts in der Ruine spuken.